# Melhor jogador do mundo pela FIFA em 2009

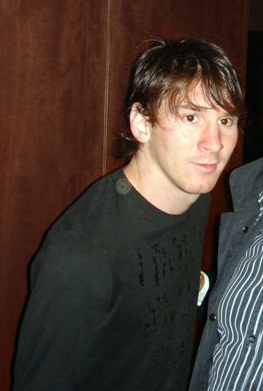
Foto de Lionel Messi Eleito o melhor do mundo

O prêmio da FIFA de melhor jogador do mundo em 2009 foi entregue em 21 de dezembro de 2009 em Zurique, na Suíça. Em 30 de outubro de 2009, a FIFA divulgou a lista dos 23 jogadores indicados para o prêmio masculino e as 23 jogadoras indicadas para o prêmio feminino. Em 7 de dezembro, foram divulgados os cinco finalista de cada categoria.

## Classificação geral masculina
O argentino Lionel Messi, do Barcelona, se tornou o segundo mais unânime ganhador do prêmio, atrás de Kaká que teve uma margem de 743 pontos de diferença em 2007, vencendo-o com uma margem de 721 pontos de diferença (somou 1073) para o segundo colocado, o português Cristiano Ronaldo, do Real Madrid, que obteve 352 pontos na votação.

### Indicados
| - Andrés Iniesta - Carles Puyol - Cristiano Ronaldo - David Villa - Didier Drogba - Diego - Edwin Van Der Sar - Fernando Torres - Franck Ribéry | - Frank Lampard - Gianluigi Buffon - Iker Casillas - John Terry - Kaká - Klaas-Jan Huntelaar - Lionel Messi - Luís Fabiano - Michael Essien | - Raúl - Ruud Van Nistelrooy - Samuel Eto'o - Steven Gerrard - Thierry Henry - Wayne Rooney - Xavi - Zlatan Ibrahimović |

### Os 5 mais bem colocados
| Pos. | Jogador           | Pontos | Time        |
| ---- | ----------------- | ------ | ----------- |
| 1    | Lionel Messi      | 1073   | Barcelona   |
| 2    | Cristiano Ronaldo | 352    | Real Madrid |
| 3    | Xavi Hernández    | 196    | Barcelona   |
| 4    | Kaká              | 190    | Real Madrid |
| 5    | Andrés Iniesta    | 134    | Barcelona   |

## Classificação geral feminina
A brasileira Marta tornou-se a primeira atleta (incluindo as categorias masculina e feminina) a vencer quatro vezes o prêmio de Melhor jogador da FIFA.

### Indicadas
| - Abby Wambach - Birgit Prinz - Cristiane - Inka Grings | - Kelly Smith - Mana Iwabuchi - Marta | - Nadine Angerer - Simone Laudehr - Sonia Bompastor |

### As 5 mais bem colocadas
| Pos. | Jogadora     | Pontos | Time              |
| ---- | ------------ | ------ | ----------------- |
| 1    | Marta        | 833    | Santos            |
| 2    | Birgit Prinz | 290    | 1. FFC Frankfurt  |
| 3    | Kelly Smith  | 252    | Boston Breakers   |
| 4    | Cristiane    | 239    | Santos            |
| 5    | Inka Grings  | 216    | FCR 2001 Duisburg |